# Maria Mirecka-Loryś

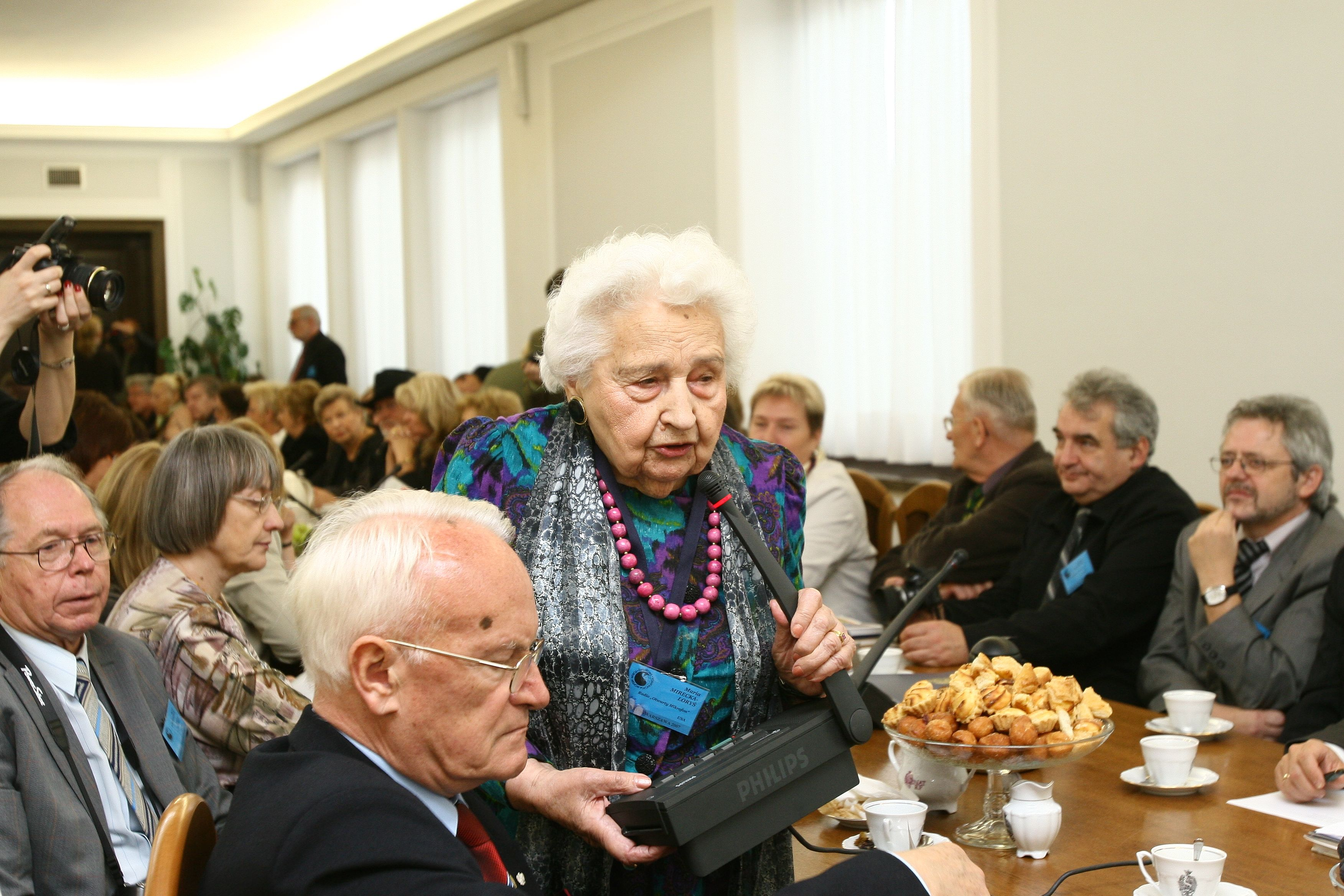
Maria Mirecka-Loryś w Senacie (2007)

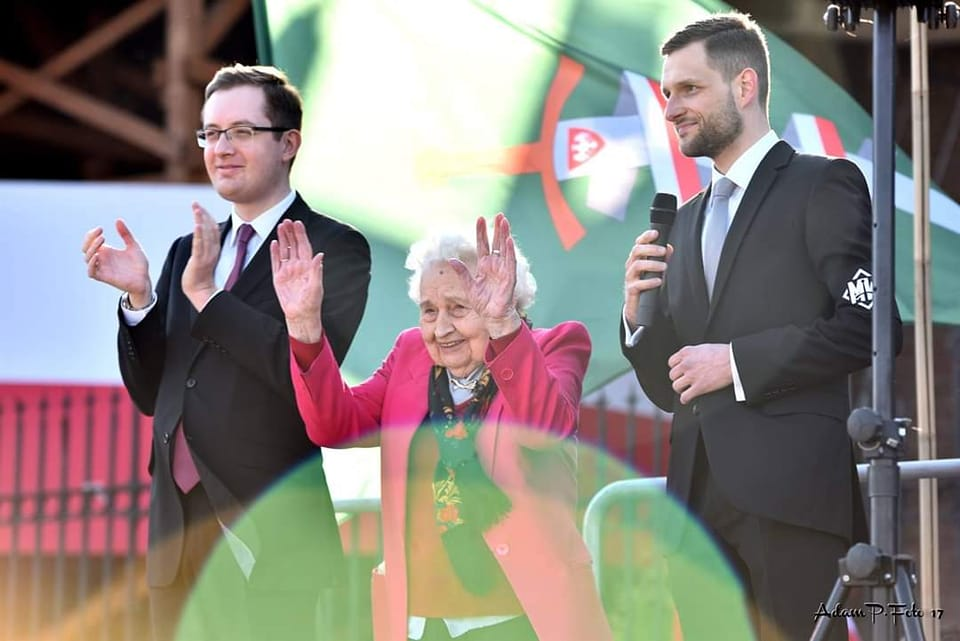
Maria Mirecka-Loryś podczas Pielgrzymki Środowiska Narodowego w 2017 roku

Maria Eleonora Mirecka-Loryś, ps. Marta (ur. 7 lutego 1916 w Ulanowie, zm. 29 maja 2022 w Warszawie) – działaczka Związku Akademickiego „Młodzież Wszechpolska” oraz podziemia narodowego w latach 1939–1945, członkini Narodowej Organizacji Wojskowej, Komendantka Główna Narodowego Zjednoczenia Wojskowego Kobiet, członkini ZG Związku Polek w Ameryce oraz dyrektor Krajowego Zarządu Kongresu Polonii Amerykańskiej.

## Życiorys
Jest siódmym z ośmiorga dzieci Dominika Mireckiego i Pauliny ze Ścisłowskich, siostrą m.in. Adama, Bronisława, Kazimierza, Leona. Z rodzicami i siedmiorgiem rodzeństwa do piątego roku życia mieszkała w Ulanowie. W 1921 rodzina przeniosła się do Racławic koło Niska. Tam w 1937 ukończyła gimnazjum i podjęła studia na Wydziale Prawa Uniwersytetu Jana Kazimierza we Lwowie. Wstąpiła do Związku Akademickiego Młodzież Wszechpolska.
Po wybuchu wojny zaangażowała się w działalność konspiracyjną. Wiosną 1940 została komendantką Narodowej Organizacji Wojskowej Kobiet w powiecie niżańskim, później całego NOWK Okręgu Rzeszowskiego. Równolegle była kierownikiem sekcji kobiecej w Zarządzie Okręgu Rzeszowskiego SN i kurierką Komendy Głównej NOW. Po scaleniu NOW z AK awansowana na stopień kapitana, kierowała Wojskową Służbą Kobiet w rzeszowskim Podokręgu Armii Krajowej. Wiosną 1945 roku została Komendantką Główną Narodowego Zjednoczenia Wojskowego Kobiet.
W 1943 uczestniczyła w konspiracyjnym odnowieniu ślubów na Jasnej Górze, które w maju 1936 podczas pielgrzymki złożyła polska młodzież akademicka. W 36-osobowej grupie młodzieży Maria Mirecka reprezentowała Lwów, a obecny tam Karol Wojtyła – Kraków.
Po zakończeniu wojny wznowiła studia prawnicze na Uniwersytecie Jagiellońskim. 1 sierpnia 1945 została aresztowana w Nisku. Na wolność wyszła 1 września tego samego roku na mocy amnestii. Zagrożona ponownym aresztowaniem, w grudniu 1945 opuściła Polskę i z grupą kilkunastu działaczy narodowych dotarła do obozu 2 Korpusu gen. Władysława Andersa pod Ankoną. Tam poznała swego męża, oficera rezerwy, Henryka Lorysia, z którym w październiku 1946 wyemigrowała do Wielkiej Brytanii.
W styczniu 1952 z rodziną wyjechała do USA, najpierw do Toledo w stanie Ohio, a w 1954 do Chicago. Tam zaangażowała się w pracę w organizacjach polonijnych. Działała m.in. w Stronnictwie Narodowym, była członkiem ZG Związku Polek w Ameryce oraz Krajowego Zarządu Kongresu Polonii Amerykańskiej. Przez 32 lata była redaktorem „Głosu Polek”, organu Związku Polek w Ameryce. Od lat 70. zaangażowana była w pomoc dla Polaków na dawnych Kresach. W grudniu 1999 została wiceprzewodniczącą Rady Naczelnej Stronnictwa Narodowego. Współpracowała z polonijnym radiem w Chicago, dla którego nagrywała cotygodniowe felietony z cyklu „Otwarty mikrofon”.
Była autorką 2. tomu „Historii Związku Polek w Ameryce” [od 1938 do 1958 roku] i książki „Odszukane w pamięci. Zapiski o rodzinie, pracy, przyjaźni”. W 2014 został zrealizowany film dokumentalny o Marii Mireckiej-Loryś pt. „Szkic do życiorysu” w reż. Ewy Szakalickiej. W 2016 IPN wydał jej książkę „Przede wszystkim Polska. Zapiski amerykańskie z lat 1952–2010”. W 2017 została laureatką nagrody honorowej „Świadek Historii” przyznanej przez Instytut Pamięci Narodowej.
6 kwietnia 2019 pojawiła się jako gość honorowy na konwencji wyborczej Konfederacji Korwin Braun Liroy Narodowcy przed wyborami do Parlamentu Europejskiego. W grudniu tego samego roku gościła również na zjeździe Młodzieży Wszechpolskiej z okazji 30-lecia reaktywacji tej organizacji. 
Była matką dwojga dzieci: Jana (historyk, absolwent University of Illinois, wieloletni dyrektor The Polish Museum of America) i Ewy (zamężna Regulska, była urzędniczka Ambasady USA w Warszawie).
Zmarła 29 maja 2022 w wieku 106 lat, 3 miesięcy i 22 dni. Jej pogrzeb odbył się 17 sierpnia 2022, została pochowana na cmentarzu Powązkowskim w Warszawie.

## Publikacje
- Historia Związku Polek w Ameryce, t. 2: 1939–1959, Związek Polek w Ameryce, Chicago 1980
- Odszukane w pamięci. Zapiski o rodzinie, pracy, przyjaźni, część 1, opr. red. M. Frankel, Wydawnictwo „Dokument”, Oficyna Archiwum Państwowego w Szczecinie, Wydawnictwo Kadruk w Szczecinie, Racławice-Warszawa-Szczecin 2010 ISBN 978-83-89341-69-3
- Przede wszystkim Polska. Zapiski amerykańskie z lat 1952-2010, opr. i red. K. Kaczmarski, R. Sierchuła, IPN, Rzeszów 2016 ISBN 978-83-8098-043-3

## Odznaczenia i nagrody
Została uhonorowana wieloma wysokimi odznaczeniami, są wśród nich:
- Srebrny Krzyż Zasługi
- Krzyż Walecznych
- Krzyż Partyzancki
- Krzyż Armii Krajowej
- Krzyż Komandorski Orderu Odrodzenia Polski (2006)[15]
- Medal Senatu Rzeczypospolitej Polskiej za szczególne zasługi w pracy na rzecz Polonii (2002)[16]
- Medal „Pro Patria” (2016)
- Złoty Medal „Opiekun Miejsc Pamięci Narodowej” (2016)
- Krzyż Komandorski z Gwiazdą Orderu Odrodzenia Polski (2016)[17]
- Medal Pamiątkowy 75-lecia Narodowych Sił Zbrojnych (2018)[18]
- Medal Pro Bono Poloniae (2018)
- Medal Stulecia Odzyskanej Niepodległości (2020)[19]
- Odznaka honorowa „Zasłużony dla Województwa Podkarpackiego” (2022; pośmiertnie)[20]

## Upamiętnienie

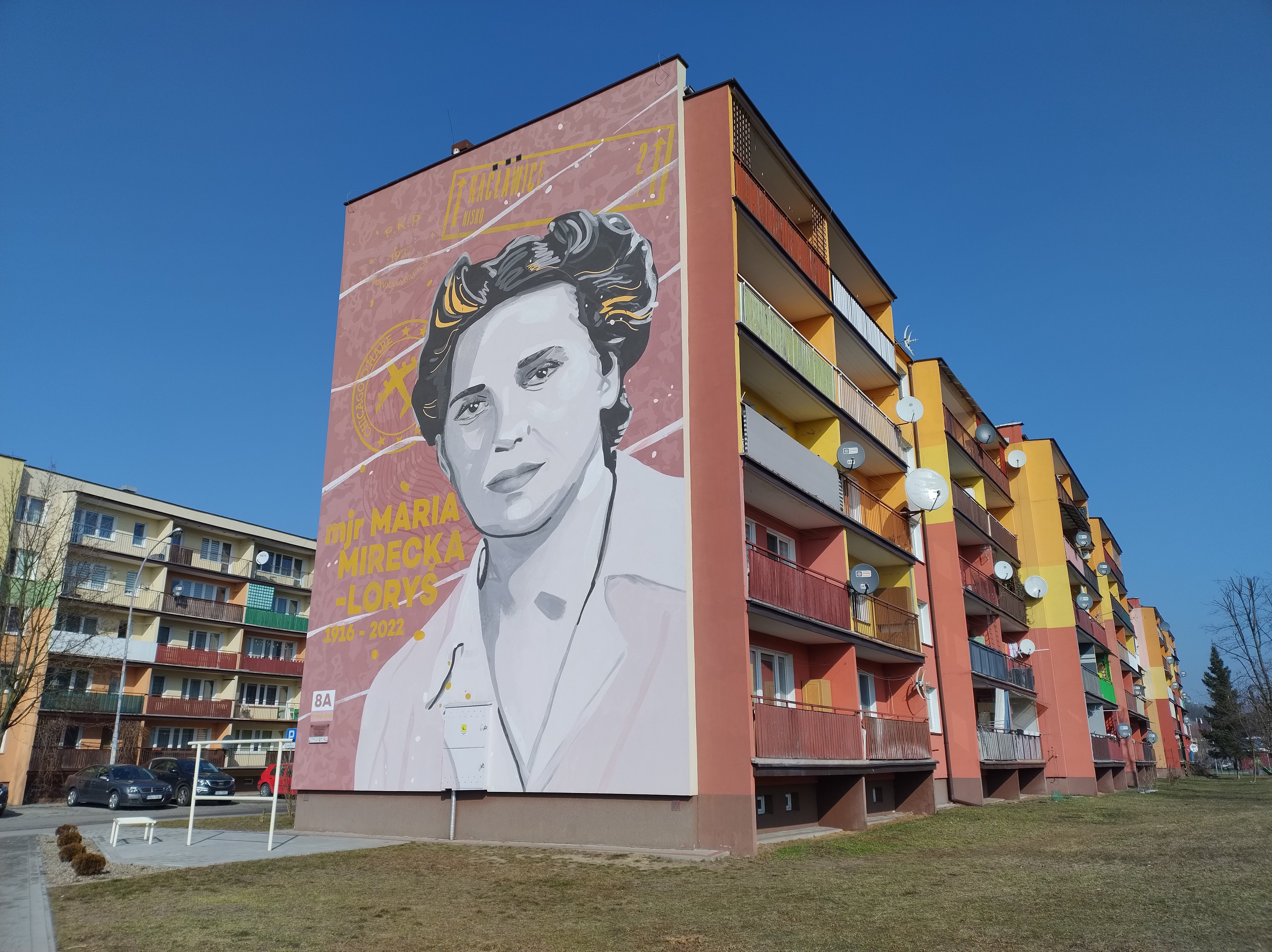
Mural upamiętniający Marię Mirecką-Loryś w Nisku (2025)

11 czerwca 2023 na ścianie bloku przy ul. Tysiąclecia 8a w Nisku odsłonięto mural upamiętniający Marię Mirecką-Loryś. Został zaprojektowany przez Magdalenę Kaczanowską, a wykonała go warszawska grupa muralowa Good Looking Studio.